# Prix Whiteman
Pour les articles homonymes, voir Whiteman.
Le prix commémoratif Albert Leon Whiteman est une distinction mathématique décernée par l'American Mathematical Society, pour récompenser une remarquable exposition et une érudition exceptionnelle en histoire des mathématiques. 
Le prix a été créé en 1998 avec des fonds fournis par Sally Whiteman à la mémoire de son défunt mari Albert Leon Whiteman. À l'origine, il est décerné tous les quatre ans, avec la première remise en 2001. Depuis 2009, le prix est décerné tous les trois ans et consiste en une somme de 5 000 €.

## Lauréats
- 2001 Thomas Hawkins[1]
- 2005 Harold Edwards[2]
- 2009 Jeremy Gray[3]
- 2012 Joseph Dauben
- 2015 Umberto Bottazzini[4]
- 2018 Karen Parshall[5]
- 2021 Judith Grabiner[6]
- 2024 Leo Corry[7]